# Liste over mest solgte album i Danmark efter år
Dette er en liste over de mest solgte album i Danmark efter år. De angivne salgstal er antal solgte eksemplarer i det pågældende år.
| År   | Album                                     | Artist                      | Solgte eksemplarer |
| ---- | ----------------------------------------- | --------------------------- | ------------------ |
| 1979 | Shu-bi-dua 6                              | Shu-bi-dua                  |                    |
| 1980 |                                           |                             |                    |
| 1981 |                                           |                             |                    |
| 1982 | Shu-bi-dua 8                              | Shu-bi-dua                  | >100.000           |
| 1983 |                                           |                             |                    |
| 1984 |                                           |                             |                    |
| 1985 | Rigtige mænd - gider ikke høre mere vrøvl | tv·2                        |                    |
| 1986 | Forklædt som voksen                       | Kim Larsen & Bellami        |                    |
| 1987 |                                           |                             |                    |
| 1988 |                                           |                             |                    |
| 1989 | Sanne                                     | Sanne Salomonsen            |                    |
| 1990 | Dark Passion                              | Hanne Boel                  | 250.000            |
| 1991 | Joyride                                   | Roxette                     | 156.753            |
| 1992 | Shu-bi-dua 13                             | Shu-bi-dua                  | 240.000            |
| 1993 | So Far So Good                            | Bryan Adams                 |                    |
| 1994 | Language of the Heart                     | Sanne Salomonsen            | 170.000            |
| 1995 | HIStory                                   | Michael Jackson             | 133.000            |
| 1996 | Jagged Little Pill                        | Alanis Morissette           | 161.000            |
| 1997 | Aquarium                                  | Aqua                        | 250.000            |
| 1998 | Titanic soundtrack                        | James Horner                |                    |
| 1999 | Creamy                                    | Creamy                      | 190.000            |
| 2000 | Wings of Love                             | Brødrene Olsen              | 187.015            |
| 2001 | Episode II                                | Safri Duo                   | 90.165             |
| 2002 | The Second You Sleep                      | Saybia                      | 114.000            |
| 2003 | 7-9-13                                    | Kim Larsen & Kjukken        | 143.189            |
| 2004 | Glemmebogen - Jul & nytår                 | Kim Larsen & Kjukken        | 130.000            |
| 2005 | De første kærester på månen               | tv·2                        | 116.500            |
| 2006 | Gammel hankat                             | Kim Larsen & Kjukken        | 160.000            |
| 2007 | One Chance                                | Paul Potts                  | 116.000            |
| 2008 | Rockferry                                 | Duffy                       | 73.000             |
| 2009 | The Collection                            | Michael Jackson             | 90.000             |
| 2010 | Rasmus Seebach                            | Rasmus Seebach              |                    |
| 2011 | Mer' end kærlighed                        | Rasmus Seebach              |                    |
| 2012 | Lukas Graham                              | Lukas Graham                | 75.140             |
| 2013 | Ingen kan love dig i morgen               | Rasmus Seebach              |                    |
| 2014 | Ingen kan love dig i morgen               | Rasmus Seebach              |                    |
| 2015 | Verden ka' vente                          | Rasmus Seebach              |                    |
| 2016 | Purpose                                   | Justin Bieber               |                    |
| 2017 | ÷                                         | Ed Sheeran                  |                    |
| 2018 | Beerbongs & Bentleys                      | Post Malone                 |                    |
| 2019 | A Star Is Born soundtrack                 | Lady Gaga og Bradley Cooper |                    |
| 2020 | Euro Connection                           | Branco og Gilli             |                    |
| 2021 | Justice                                   | Justin Bieber               |                    |
| 2022 | Carnival                                  | Gilli                       |                    |
| 2023 | Når sjælen kaster op                      | Tobias Rahim                |                    |

- Listen medregner ikke titler udgivet som kompilation-album (fx Absolute Music, der var populære op gennem 90'erne og starten af 00'erne).